# Hellas Verona F.C.
Hellas Verona Football Club (jednostavnije poznatiji kao Hellas Verona ili samo Verona) talijanski je nogometni klub iz grada Verone, u istoimenoj regiji Verona. Trenutačno nastupa u Serie A, prvom razredu talijanskog nogometa. Hellas Verona je osnovan 1903. godine, a u Serie A se po prvi put natječe u sezoni 1910./11. Najbolji plasman su zabilježili u sezoni 1984./85. kada su bili prvaci Italije. Klupske boje su žuta i crna.

## Trofeji
- Serie A
  - Prvaci (1): 1984./85.

## Stadion
Domaći stadion Hellas Verone je Stadio Marc'Antonio Bentegodi, koji prima skoro 40.000 gledatelja.

## Vanjske poveznice
- Službene stranice (tal.)